# مارسيلو فيدال
مارسيلو فيدال (بالإسبانية: Marcelo Vidal) (مواليد 15 يناير 1991)، هو لاعب كرة قدم كان يلعب كلاعب وسط.

## وصلات خارجية
- مارسيلو فيدال على موقع رابطة كرة القدم اليابانية للمحترفين (اليابانية)
- مارسيلو فيدال على موقع قاعدة بيانات كرة القدم.إي يو (الإنجليزية)
- مارسيلو فيدال على موقع Soccerway.com (الإنجليزية)
- مارسيلو فيدال على موقع عالم كرة القدم.نت (الإنجليزية)